# Insémination artisanale
Le terme  insémination artisanale désigne une insémination artificielle de la femme de manière non médicalisée. La méthode est également appelée don de sperme sauvage.
L'insémination artificielle « artisanale » est l'un des modes les plus répandus dans la communauté LGBT (lesbiennes, gays, bisexuels et transgenres), dans les pays où la procréation médicalement assistée n'est accessible qu'aux couples hétérosexuels (comme en France jusqu'en 2021).

## Avantages et inconvénients
Elle ne coûte rien hormis les différents matériaux nécessaires au recueil du sperme et de l'insémination. Dans sa réalisation la plus simple, il suffit d'un bocal propre dans lequel le donneur se masturbe, et d'une pipette-seringue du type de celles utilisées pour les sirops pour enfant, et qui sert à prélever le sperme du récipient pour l'injecter dans le vagin de la receveuse. Il peut également s'agir d'un rapport sexuel : soit un rapport sexuel « classique », soit une « éjaculation last minute » : le donneur se masturbe et pénètre le vagin de la receveuse juste avant l'éjaculation.
Cependant elle peut demander de nombreux essais. En effet, toutes les inséminations artisanales ne fonctionnent pas forcément du premier coup, tout comme pour une procréation « naturelle » qui peut parfois prendre du temps.
Par ailleurs, se faisant en dehors du cadre médical, il n'y a pas de contrôle de la qualité du sperme ni de l'état de santé du donneur, en particulier des maladies sexuellement transmissibles (sérologie VIH…). Certains donneurs demandent à être payés.
Enfin, la pratique ne bénéficie en général pas d'un cadre légal spécifique. La règle générale de la paternité s'applique donc. En particulier, le donneur de sperme peut reconnaître l'enfant et obtenir un droit de visite, qui peut s'opposer à la volonté du couple élevant l'enfant.
En décembre 2016, l'agence nationale de biomédecine française publie une page rappelant les textes de loi interdisant l'insémination artisanale qui précise « Ces délits peuvent être punis de 2 à 5 ans d’emprisonnement et de 30 000 à 75 000 euros d’amende. art. 511-10 Cpén, art. 511-11 Cpén, L. 1273-4 CSP, 511-12 Cpén, L. 1273-5 CSP, art. 511-14 Cpén, art. 511-22 Cpén, art. L. 2142-1 CSP, L. 2162-3 CSP, L. 1273-7 CSP, art. L. 2141-2 CSP » (l'insémination par rapport sexuel n'étant pas concernée par cette interdiction).